# Rebis

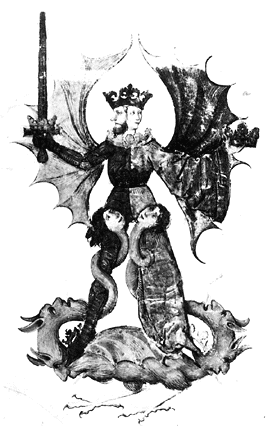
Imagen de Rebis, el ser andrógino con cabezas de cordero. Códice germánico monacensis (Alemania,).

Rebis alude a un ser mitológico, similar al ser humano pero hermafrodita. Aparece frecuentemente en oscuros textos de alquimistas. Simboliza la dualidad, la perfección, el ideal inalcanzable. 

## Antecedentes
Diferentes culturas y tradiciones religiosas, esotéricas y filosóficas hablan de un ser primordial andrógino -solitario- del que derivan los demás seres. Ejemplos de esto son el Adam Kadmón de la Cábala que se considera previo a Adán, perfecto y andrógino. Existiendo antes de que Adán pasara del mundo espiritual o mundo de las ideas platónico al universo material demiúrgico. Este concepto es similar al de Gayomart zoroastriano, Ymir nórdico y Purusha hindú. Simbolizaría el espíritu perfecto antes de que la materia lo volviera carne y le diera género, pues los espíritus no tienen sexo.

## Leyenda
Dios creó en un principio a Rebis, que era hermafrodita y perfecto, a su imagen y semejanza, y era un ser muy poderoso. Y era casi idéntico a Dios, porque así lo había creado éste.
Pero una vez lo hubo creado no le gustó que hubiese otro ser casi tan poderoso como él.
Así que se arrepintió, y decidió dividir a Rebis en dos sexos: dos seres que, independientemente, eran más débiles que el Rebis original, e imperfectos, pero como contrapartida podían reproducirse y aumentar la especie. Lo hizo porque sabía que dividiéndolo, lo debilitaría.
Pero quedó en ellos un recuerdo de su esencia anterior, de su casi perfección perdida, una reminiscencia de su pasado de esplendor cuando eran el Rebis, y por eso surgió en ellos el deseo de superarse, y por eso el ser humano nunca se queda conforme sino que intenta ir más allá, mejorar, y elevarse.
Cuando Dios se dio cuenta de este deseo de superación, se enfadó contra ellos, porque comprendió que el fin último que buscaban era ser casi como él (de nuevo), y los expulsó de su morada, el paraíso. Y los condenó a sufrir.
Según esta leyenda, Rebis es el ser que era Adán antes de que a partir de él formase Dios a Eva. Porque cuando todavía no le había sido sacada la "costilla", Adán no era propiamente un hombre, puesto que llevaba en su interior a la mujer.
Es la misma historia que cuenta el génesis, pero interpretada de modo que muestra a Dios como egoísta y rencoroso, temeroso del poder potencial de los hombres, cercano a ellos, en lugar de "lejano" y superior, y explica que el ser humano en su afán de superación, puede llegar a superar a Dios...

## Origen de la leyenda
Los alquimistas en Occidente, pueden ser considerados los científicos de la Edad Media. Buscaban la piedra filosofal, capaz de transformar el plomo en oro, sanar cualquier enfermedad y proporcionar la inmortalidad. Estudiaban también astrología, el movimiento de los astros, convencidos de que determinaba el devenir de las vidas particulares y de las naciones, y que era posible leer en él el futuro. Sin embargo, estas ideas pueden verse en contradicción con el cristianismo, que como es bien sabido, condenaba cualquier manifestación pagana, por lo que los alquimistas, muchas veces "cifraban" sus textos escribiendo en un lenguaje ininteligible, metafórico, para quien no fuera un auténtico aspirante a alquimista. En general, los alquimistas mantenían una posición ambigua respecto al cristianismo, y tenían su propia interpretación y leyendas paralelas a la Biblia. El rebis es una de estas leyendas/ídolos/deidades. Puede considerarse un dios pagano o un concepto filosófico.
Rebis aparece en el Tratado de Azoth, de Basilio Valentín, 1659. Proviene del latín res bina, o sea, ‘cosa doble’ o ‘hecho doble’ (así como res non verba significa ‘hechos, no palabras’). Es un símbolo tardío y "cristianizado". Se refiere a la composición de la materia para la Gran Obra, una sustancia doble, unión de una fija y otra volátil.
La alquimia adoptó una simbología "cristiana" ante el poder avasallador de la Iglesia de Roma y para evitar persecuciones. Antiguamente los símbolos alquímicos eran totalmente diferentes (leones, águilas). También la alquimia primitiva era completamente operativa. Con esto se quiere significar que buscaba convertir todas las sustancias viles en oro o plata, especialmente el plomo, y una sustancia que prolongaba la vida. Posteriormente, se incluyó la filosofía de que el mismo alquimista mutaba a un estado superior y se asignó un significado espiritual a lo que era la práctica.
En la imagen que precede se observa al ser hermafrodita, pues tiene propiedades duales, y con doble corona, indicando que es la materia que será coronada al final del proceso con las "siete coronas". Siempre el príncipe, el rey o la reina simbolizan a la materia prima en estado inicial. Cristo en forma de recién nacido también adopta el mismo simbolismo de materia prima sin procesar, tiene naturaleza real, pero todavía no alcanza su reinado.
La alquimia puede ser considerada una doctrina secreta. El adepto jura por su vida (cuando es iniciado en ciertas logias) y por su honor no divulgar jamás lo que le es revelado. Por lo tanto, toda descripción seria de la actividad, realizada por una persona realmente empapada del conocimiento preciso será obscura, cargada de símbolos e inaccesible al profano y una explicación suministrada por alguien que no conoce la verdad será falsa o incompleta. Por definición, no podemos acceder a lo secreto, porque dejaría de serlo. Y si ese acceso se logra el secreto es conocido, pero no será sin un compromiso previo (a menos que descubierto por investigación, intuición, etc) con lo que el secreto se mantiene fuera del alcance del no iniciado. Un secreto, generalmente no equivale a ignorancia, y hay quien cree que es impropio hablar de los secretos del universo, queriendo decir con ello lo que se ignora del mismo, lo que pocos conocen. Un secreto es un conocimiento guardado, muchas veces, por unos pocos, que no quieren que todos o muchos se enteren; si un secreto está resguardado por una maraña de símbolos y/o pistas falsas, la única manera de llegar a él es formando parte del "selecto grupo" de iniciados, y es este último, quien se reserva el derecho de admisión. Algunos, dicen que solamente once personas llegan al conocimiento del gran secreto, del Gran Arcano, cada siglo... 
La alquimia o la actividad alquímica de una persona, para decirlo mejor, comienza con una "peregrinación". El aspirante, debe encontrar las claves, para encontrarlas debe buscar a quien quiera dárselas, a quien lo considere digno de recibir tales honores y altas responsabilidades (o bien, encontrarlas por sí mismo, mediante la investigación, estudio, y/o intuición). La alquimia no se aprende en lugares señalados con carteles, ni en los libros, o donde se cobre una "cuota de admisión". Allí, solamente uno se puede informar de todo un simbolismo que no comprenderá de la manera adecuada, pero que puede ser la base de una investigación profunda que le lleve a la verdad, si la hay. Por supuesto, ante lo que no es posible conocer cabalmente, sin realizar un esfuerzo extraordinario, y que implica un cambio de vida, siempre existirá la actitud cómoda del escéptico, del racionalista por omisión. "Lo que no puedo entender o clasificar, no existe o es una patraña". Refuerzan esta postura, la pléyade de oportunistas y timadores, que utilizan lo desconocido para vivir sin trabajar.
El REBIS o cualquier otro concepto alquímico, no es más que una alegoría, un símbolo. Como en la matemática el símbolo es diferente a lo simbolizado y puede variar en tanto cumpla su función. Los caracteres "1" y "2", no son los números 1 y 2; podrían ser reemplazados por cualquier otra notación conveniente, como "*" y "**", respectivamente. El símbolo no es el concepto ni el objeto en cuestión. Los libros de alquimia se parecen, en cierta medida, a las tablas de logaritmos o a la guía telefónica, contienen datos útiles para quienes saben cómo usarlas y qué buscar, pero nunca conocimientos fundamentales. Estos se pasan de boca a oído, previo juramento. Nadie sabe quien fue ese "primer alquimista", que descubrió el secreto, el Gran Arcano, y comenzó a comunicarlo de "boca a oído". Y quizás por ello, algunos autores han especulado con que se trata de un secreto comunicado al hombre, a través de un "pacto" por los Ángeles Caídos de los que habla el Génesis.

## Cultura popular
El rebis inspiró al guionista de cómic Grant Morrison uno de los personajes de la Patrulla Condenada. Fusión del piloto Larry Trainor (el Hombre Negativo original), la doctora Eleanor Poole y un misterioso ente "negativo", el resultado es un ser híbrido, hermafrodita y de extraños poderes, con toda su piel cubierta por vendajes, al igual que una momia. Bautizado a sí mismo como Rebis, cuando su cuerpo se descompone es capaz de autofecundarse, regenerándose en su propio vástago. Apareció por primera vez en la serie Doom Patrol # 19-20 (febrero-marzo, 1989), publicada en Estados Unidos por DC Comics.